# Helsingborg (đô thị)
Đô thị Helsingborg (tiếng Thụy Điển: Helsingborgs kommun) là một đô thị ở hạt Skåne của Thụy Điển. Thủ phủ nằm ở thành phố Helsingborg, là thành phố lớn thứ tám của Thụy Điển. Đô thị này có dân số 128.400 người vào thời điểm tháng 1 năm 2010, và dân số đang gia tăng với khoảng 1.600 người mỗi năm.
Đô thị hiện nay đã được tạo ra vào năm 1971 thông qua việc hợp nhất của thành phố Hälsingborg với bốn đô thị nông nghiệp xung quanh. Đồng thời tên gọi của đô thị đã được thay đổi trở lại với tên gọi sử dụng cho đến năm 1912. Kể từ những năm 1990, đô thị này tự gọi mình là Helsingborgs stad (thành phố Helsingborg). Tuy nhiên việc sử dụng tên gọi này chỉ có danh nghĩa và không có tác dụng về tình trạng của đô thị này.